# كوتا وادا
كوتا وادا (باليابانية: 和田 昻大) (28 سبتمبر 1982 في فوكوكا في اليابان – )؛ هو لاعب كرة قدم سابق كان يلعب كمهاجم.